# Önpuccs
Az önpuccs az államcsíny egy formája, amikor a jogi eszközökkel hatalomra jutott ország vezetője megszünteti vagy tehetetlenné teszi a nemzeti törvényhozást, és olyan rendkívüli hatalmat vállal magára, amelyek nem illetnék meg normál körülmények között. Egyéb intézkedések magukban foglalhatják a nemzet alkotmányának megszüntetését és a polgári törvényszék felfüggesztését. A legtöbb esetben az államfőnek diktatórikus ereje lesz.

## Önpuccsok
- Az ókori Róma: római diktatúra a köztársasági időszak alatt kialakult hivatali forma volt, melyben egy embernek (a konzulnak vagy a volt konzulnak) vészhelyzet esetén hat hónapig abszolút hatalma volt. Lucius Cornelius Sulla és Julius Caesar azonban hosszabb ideig diktatúrát folytattak; Caesart dictator perpetuo-nak, vagy örökös diktátornak nevezték, majd ezt követően meggyilkolták röviddel azután, hogy elfogadta ezt a pozíciót.
  - Lucius Cornelius Sulla diktátor (ca. i. e. 81)
  - Julius Caesar; consul vagy dictator (i. e. 48)
- Első Mexikói Császárság: I. Ágoston mexikói császár (1822. október 31.)
- Franciaország: III. Napóleon francia császár (1851. december 2.)
- Mexikó: Ignacio Comonfort elnök (1857. december 17.)
- Brazília: Deodoro da Fonseca elnök (1891. november 3.)
- Mexikó: Gen. Victoriano Huerta elnök (1913. október 7.)
- Olaszország: Benito Mussolini miniszterelnök (1925. január 3.)
- Jugoszláv Királyság: I. Sándor jugoszláv király (1929. január 6.)
- Németország: Adolf Hitler kancellár (1933. március 23.)
- Uruguay: Gabriel Terra elnök (1933. március 31.)
- Észtország: Konstantin Päts miniszterelnök (1934. március 12.)
- Lettország: Kārlis Ulmanis miniszterelnök (1934. május 15.)
- Chile: Arturo Alessandri Palma elnök (1936. február)
- Görögország: Joánisz Metaxász(wd) miniszterelnök (1936. augusztus 4.)
- Brazília: Getúlio Vargas elnök (1937. november 10.)
- Bolívia: Maj. Germán Busch elnök (1939. április 24.)
- Paraguay: Gen. José Félix Estigarribia elnök (1940. február 18.)
- Uruguay: Alfredo Baldomir elnök (1942. február 21.)
- Ecuador: José María Velasco Ibarra elnök (1946. március 30.)
- Paraguay: Higinio Morínigo elnök (1947. január 13.)
- Pakisztán: Malik Ghulam Muhammad főkormányzó (1953. április és 1954. szeptember)
- Marokkó: V. Mohammed marokkói király (1960. május 20.)
- Nepál: Mahendra király (1960. december 15.)
- Brunei: Sir Omar Ali Saifuddin szultán (1962. december 12.)
- Marokkó: II. Hasszán király (1965. június 7.)
- Uganda: Milton Obote miniszterelnök (1966. február 22. és 23.)
- Lesotho: Leabua Jonathan miniszterelnök (1970. január 30.)
- Ecuador: José María Velasco Ibarra elnök (1970. június 22.)
- Thaiföld: Field Marshal Thanom Kittikachorn miniszterelnök (1971. november 17.)
- Fülöp-szigetek: Ferdinand Marcos elnök (1972. szeptember 21.)
- Dél-Korea: Pak Csong Hi elnök (1972. október)
- Szváziföld: Sobhuza II király (1973. április 12.)
- Uruguay: Juan Maria Bordaberry elnök (1973. június 27.)
- Felső-voltai Köztársaság: Gen. Sangoulé Lamizana elnök (1974. február 8.)
- Bolívia: Hugo Banzer elnök (1974. november 7.)
- India: Indira Gandhi miniszterelnök (1975. június 25.)
- Bahrein: Sheikh Isa bin Salman Al Khalifa emír (1975. augusztus 26.)
- Lengyelország: Wojciech Jaruzelski miniszterelnök (1981. december 13.)
- Peru: Alberto Fujimori elnök (1992. április 5.)
- Guatemala: Jorge Serrano Elías; elnök (1993. május 25.; sikertelen)
- Oroszország: Borisz Jelcin elnök (1993. szeptember 21 - október 4.)
- Lesotho: Letsie III király (1994. augusztus 17.)
- Nepál: Gyanendra király (2002. október 4.)
- Nepál: Gyanendra király (2005. február 1.)
- Pakisztán: Gen. Pervez Musarraf elnök (2007. november 3.)
- Niger: Mamadou Tandja elnök (2009. június 29.)

## Fordítás
Ez a szócikk részben vagy egészben  a   Self-coup című angol Wikipédia-szócikk ezen változatának fordításán alapul.  Az eredeti cikk szerkesztőit annak laptörténete sorolja fel. Ez a jelzés csupán a megfogalmazás eredetét és a szerzői jogokat jelzi, nem szolgál a cikkben szereplő információk forrásmegjelöléseként.